# Ryōko Aoki
Ryōko Aoki (jap. 青木 陵子, Aoki Ryōko; * 1973 in der Präfektur Hyōgo) ist eine japanische Künstlerin, die vorwiegend zeichnerisch und mit Animationen arbeitet. Ihre Arbeiten wurden auf der documenta gezeigt.

## Leben
Ryōko Aoki hat Grafikdesign an der Städtischen Kunsthochschule Kyōto studiert. Sie schloss ihr Studium 1999 mit dem M.A. ab. In ihren Zeichnungen und Malereien variiert Aoki Pflanzen- und Tiermotive im scheinbar typisch japanischen Stil. Dabei benutzt sie Techniken wie Kohlezeichnung, Filzstifte und Aquarellmalerei und verfremdet ihre Arbeiten mit den Mitteln der Perspektiv- und Farbwahl.
Aoki hat über mehrere Jahre hinweg mit Zon Itō (伊藤 存) zusammengearbeitet und ausgestellt, dabei entstand unter anderem die Installation Children of Veins, die mit dem mit technisch traditionellen Mittel der Stop-Motion und in Anlehnung an die Kawaii-Optik eine „Welt mit finsteren Untertönen“ darstellt. Die Arbeiten von Ryoko Aoki wurden in Artforum und in Flash Art vorgestellt. 2003–2004 erwarb das Museum of Modern Art acht Zeichnungen für die eigene Sammlung. Aoki lebt und arbeitet in Kyōto.

## Ausstellungen

### Einzelausstellungen (Auswahl)
- 2005: Hammer Projects - Ryoko Aoki, UCLA Hammer Museum, Los Angeles.[4]
- 2002: Criterium #51, Art Tower Mito, Contemporary Art Center, Mito.[5]

### Teilnahme an Gruppenausstellungen (Auswahl)
- 2008: Desenhos estranhos [Uncanny drawings], Porta 33, Funchal.[6]
- 2007: documenta 12, Kassel. Gezeigt wurden Arbeiten auf Papier.[7]
- 2007: The Door Into Summer: The Age of Micropop, Art Tower Mito, Contemporary Art Center, Mito.[8]
- 2006: Children of Veins - Ryoko Aoki & Zon Ito, Perth Institute of Contemporary Arts, Australien.[9]
- 2005: DIS&APPEARANCE, Fri Art - Centre d'art contemporain, Freiburg in der Schweiz.[10]
- 2005: AniMate, Fukuoka Asian Art Museum, Fukuoka.[11]
- 2004: Past in Reverse: Contemporary Art of East Asia, San Diego Museum of Art.[12] Die Ausstellung wurde danach noch in Kansas City und am Dartmouth College gezeigt.
- 2004: FUSION: Architecture + Design in Japan, Israel Museum, Jerusalem. Gezeigt wurde die Videoinstallation Children of Veins. (Ryoko Aoki zusammen mit Zon Ito.)[13]
- 2004: Roppongi Crossing - New Visions in Contemporary Japanese Art, Mori Art Museum, Roppongi Hills Mori Tower, Tokio.[14]
- 2001: Yokohama 2001 - International Triennale of Contemporary Art, Tokio.[15]
- 1998: Donaiyanen! Contemporary Japanese Art - So What? École nationale supérieure des beaux-arts de Paris.